# Koeberl Doeringer Architekten
Koeberl Doeringer Architekten ist ein deutsch-österreichisches Architekturbüro, das 2009 von Albert Köberl und Alfons Döringer in Schärding, Passau und Schönberg gegründet wurde.

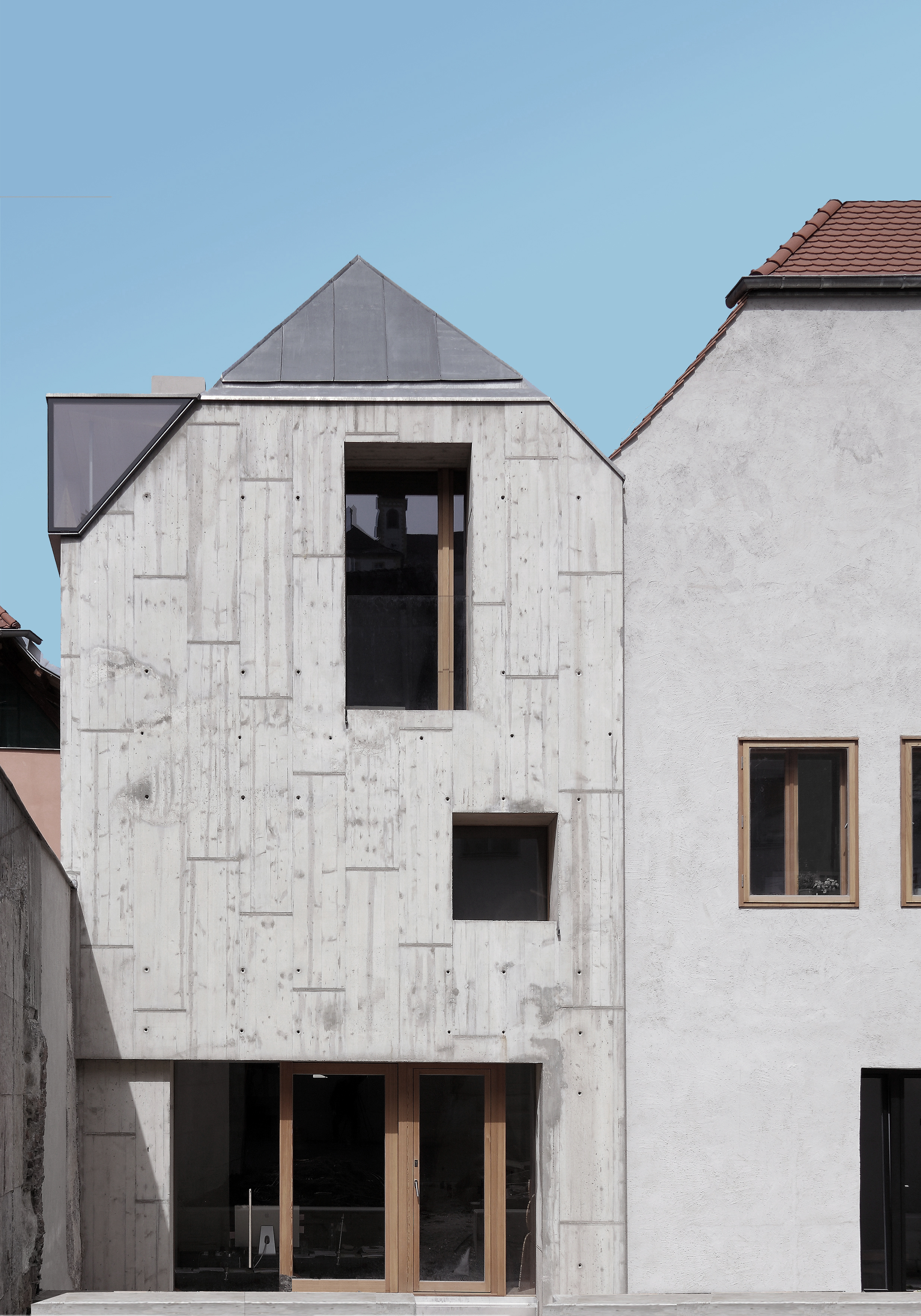
Haus über der Gasse, Passau-Innstadt

## Partner
- Albert Matthias Köberl (* 31. Januar 1963 in Hutthurm; † 4. Juni 2021)[1] studierte zwischen 1989 und 1991 Architektur an der Fachhochschule Coburg und wechselte für zwei weitere Jahre Architekturstudium an die Ostbayerische Technische Hochschule Regensburg. Zwischen 1993 und 1998 arbeitete Köberl bei Hiendl Architekten in Passau. Von 1999 bis 2006 war er Partner und das Büro wurde in hiendl & partner umbenannt. 2007 gründete Albert Köberl das Architekturbüro Koeberl Architekten in Schärding und Passau. Im Jahr 2009 wurde Köberl in den Bund Deutscher Architekten berufen und zum 1. Vorsitzenden des Architekturforums Passau gewählt.[2][3]
- Alfons Döringer (* 1971 in Grafenau)[4] studierte zwischen 1997 und 2000 Architektur an der Fachhochschule Biberach. Danach arbeitete er für ein Jahr bei Helmut Jahn in Chicago und anschließend fünf Jahre in Passau bei Hiendl & Partner Architekten. 2005 schloss Döringer seinen Master ab. 2013 wurde Döringer in den Bund Deutscher Architekten berufen.

## Bauten
- 2009–2010: Haus 35/5, Fürstenzell[5]

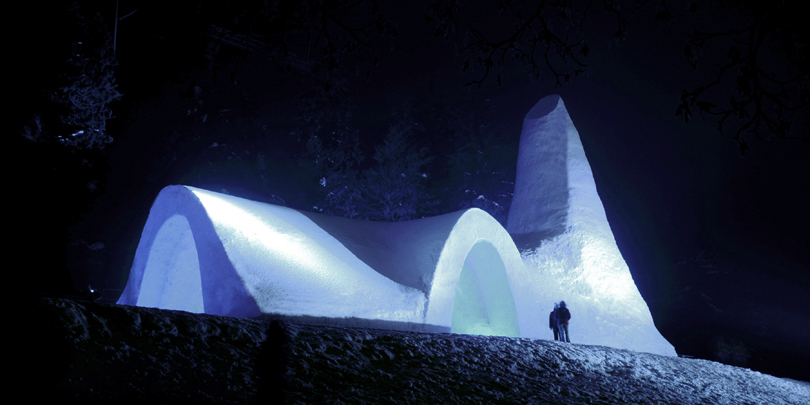
Schneekirche, Mitterfirmiansreut

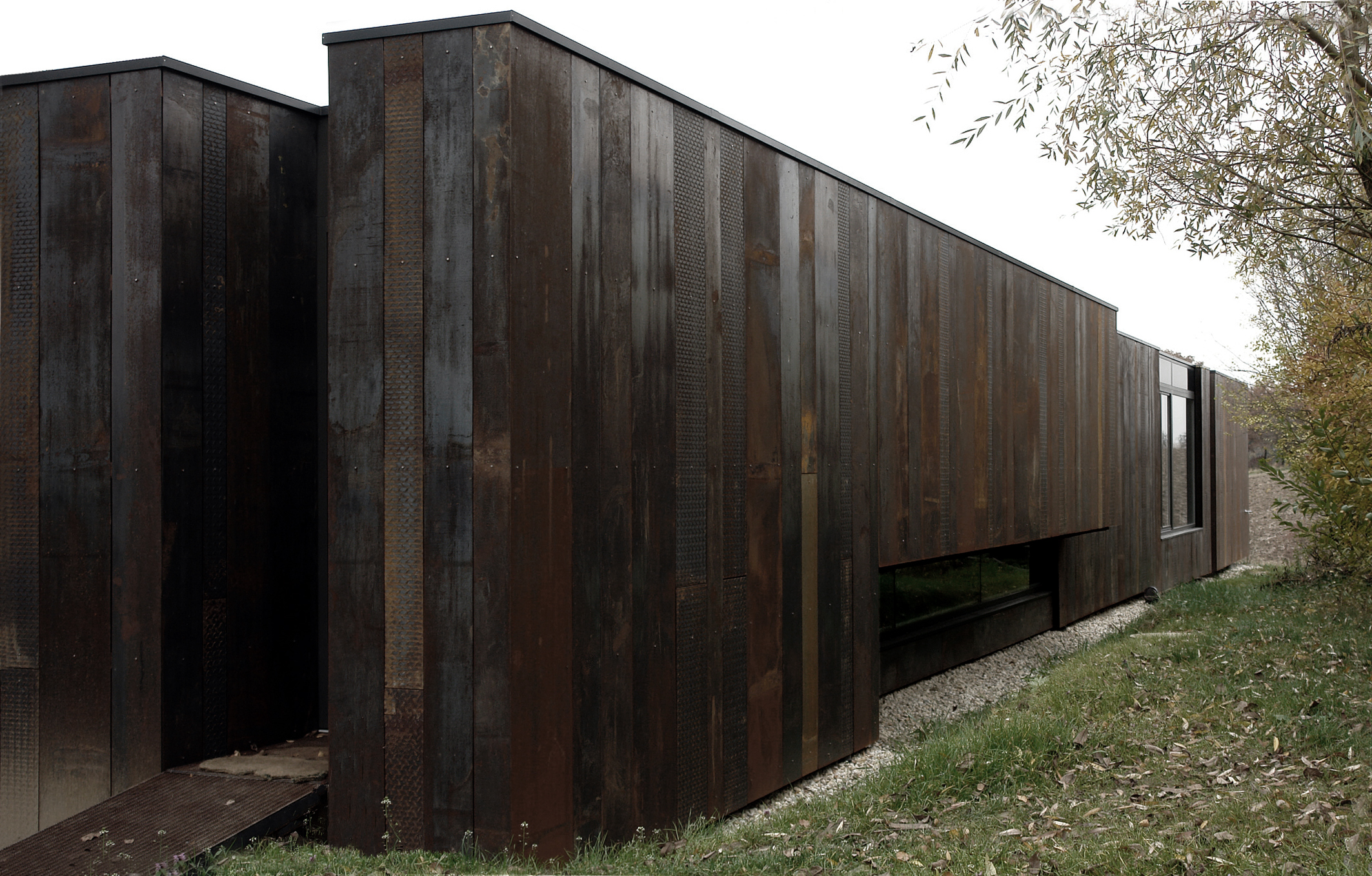
Haus 35/5, Fürstenzell

- 2010–2011: Haus über der Gasse, Passau-Innstadt[6]
- 2011: Schneekirche, Mitterfirmiansreut[7][8]
- 2011: Gästehaus LOGIS1, Gamlitz
- 2016: Archiv des Bistums Passau, Hacklberg[9]
- 2016–2018: Haus Fels in der Brandung, Passau[10]
- 2019: 1. Preis Kinderhaus, Furth mit Hermann Brenner[11]

## Preise
- 2013: BDA-Preis Bayern für Schneekirche, Mitterfirmiansreut[12]
- 2013: BDA-Preis Bayern für Haus über der Gasse, Passau-Innstadt[13]
- 2013: Nike in der Kategorie „Symbolik“ für Schneekirche, Mitterfirmiansreut[4][14][15]
- 2014: Architekturpreis Beton für Haus über der Gasse, Passau-Innstadt[16]
- 2014: 1. Preis der Internationalen Handwerksmesse München für Wohnhaus, Fürstenzell[17]

## Filmografie
- 2012: Eine Kirche aus Schnee im bayerischen Wald - euromaxx | euromaxx